# Echeverioideae
Sous-famille
La sous-famille des Echeverioideae est une des six sous-familles de la famille des Crassulaceae selon la classification classique.

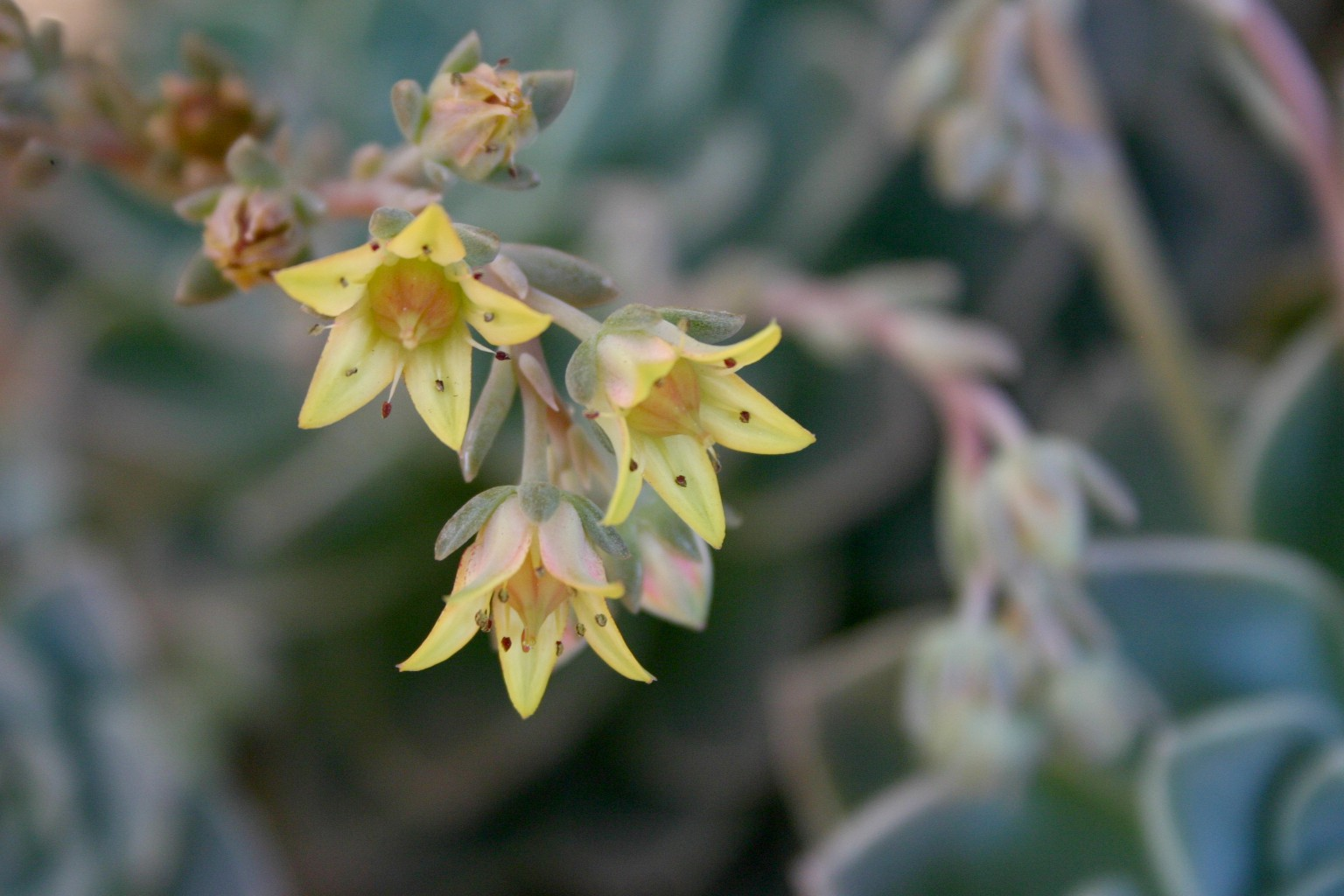
Echeveria sp. - fleurs.

Elle regroupe 6 genres originaires du Nouveau Monde : 
- Dudleya
- Echeveria
- Graptopetalum
- Pachyphytum
- Tacitus (une espèce Tacitus bellus est appelée aussi Graptopetalum bellum)
- Thompsonella

Dans la classification phylogénétique APG IV (2016), cette sous-famille n'existe plus et tous ses genres sont reclassés dans la sous-famille des Sempervivoideae.